# Перссон, Стефан (предприниматель)
Карл Сте́фан Э́рлинг Пе́рссон (Carl Stefan Erling Persson; 4 октября 1947 года, Стокгольм, Швеция), более известный как Стефан Перссон — шведский предприниматель, председатель совета директоров и крупнейший акционер компании H&M, созданной его отцом, Эрлингом Перссоном.
В 1970-е годы отец доверил молодому Стефану развитие стратегии зарубежных магазинов, первый из которых был открыт в Великобритании. С 1982 года Стефан возглавил фирму и значительно расширил её деятельность, превратив H&M в один из крупнейших мировых ретейлеров. По данным самой компании, к 2018 году сеть H&M насчитывала свыше 4000 магазинов в 69 странах.
В 2009 году президентом и главным управляющим компании стал его сын — Карл-Юхан Перссон.
В 2012 году журнал Forbes поставил Стефана Перссона на восьмое место в списке самых богатых людей планеты, оценив его состояние в 26 млрд долларов.
Поскольку налоговые ставки в Швеции — одни из самых высоких в мире, Стефан Перссон является одним из крупнейших налогоплательщиков в мире.